# Long Hưng (Đồng Nai)
Long Hưng is een xã in de stad Biên Hòa, de hoofdstad van de Vietnamese provincie Đồng Nai.
Long Hưng ligt aan de oostelijke oever van de Đồng Nai. In Long Hưng is aan de oever van de Đồng Nai kleinschalige industrie aanwezig. Even ten noordwesten van Long Hưng ligt in de Đồng Nai het riviereiland Ba Sang.